# آکادمی نیروی هوایی نروژ
آکادمی نیروی هوایی نروژ (به نروژی: Luftkrigsskolen)، بخشی از تشکیلات مدرسه عالی دفاع (نروژ) است.
این آکادمی، در تروندهایم واقع شده؛ و مسئول آموزش افسران و کادر تخصصی در نیروی هوایی و نیروهای مسلح نروژ است.

## پیشینه
دوره تحصیلی در آکادمی نیروی هوایی نروژ، شامل ۳ سال است؛ و با دریافت مدرک کارشناسی پایان می‌یابد. همچنین این مؤسسه دوره‌های آموزش فوق تخصصی را برای افسران و درجه داران ممتاز نیروی هوایی نروژ، برگزار می‌کند.
توجه اصلی فعالیت آموزشی آکادمی نیروی هوایی نروژ، بر دروس فرماندهی است. با این حال در این مؤسسه رشته‌های ورزشی و زبان انگلیسی هم تدریس می‌شود.
آکادمی نیروی هوایی نروژ، در سال ۱۹۴۹م، در اسلو پایه‌گذاری شد. سپس در سال ۱۹۶۱م، به تروندهایم منتقل شد؛ و از آن زمان تا کنون در همان شهر نامبرده، مستقر است.